# ذا كريتيف أسمبلي
ذا كريتيف أسمبلي (بالإنجليزية: The Creative Assembly)‏ هي شركة بريطانية مطورة لألعاب الفيديو أنشئت في عام 1987 من قبل تيم أنسيل ومقرها في مدينة غرب ساسكس، هورشام ولديها فرع في أستراليا. وهي تابعة لشركة سيجا. أشهر ألعابها : سلسلة الحرب الشاملة توتال وار.

## ألعاب
- فيفا إنترناشونال سوكر
- القرون الوسطى II: الحرب الشاملة
- سبارتن: توتال واريور
- إمباير: توتال وار
- نابليون: توتال وار
- شوغان: توتال وار
- شوغان2: توتال وار
- القرون الوسطى: توتال وار
- القرون الوسطى: توتال وار(هجوم الفايكنغ)
- روما: توتال وار
- روما: توتال وار(هجوم البرابرة)
- روما: توتال وار(الاسكندر)
- روما2: توتال وار